# چکانوو
چکانوو (به لاتین: Chekanovo) یک منطقهٔ مسکونی در روسیه است که در سرزمین آلتای واقع شده‌است.